# كرايغ هارينجتون
كرايغ هارينجتون (بالإنجليزية: Craig Harrington)‏ هو لاعب كرة قدم ومدرب كرة قدم بريطاني، ولد في 1982 في هيلينغدون ‏ في المملكة المتحدة. شارك مع منتخب جزر تركس وكايكوس لكرة القدم.